# Sistema COC de Educação e Comunicação
Nota: Se procura outro significado da palavra COC, consulte COC (desambiguação).
O COC é uma plataforma de educação com escolas parceiras em todo o Brasil. A marca se destaca com sua experiência de 60 anos no mercado aliada à inovação, que são a base para a sua qualidade pedagógica. O COC está presente em toda a jornada educacional com soluções completas desde a Educação Infantil até o Pré-Vestibular. 
Em 2021, foi anunciada sua incorporação ao grupo Arco Educação. 

## História
O COC foi fundado na Faculdade de Medicina da USP, na cidade de Ribeirão Preto, no estado de São Paulo. Iniciou suas atividades oferecendo cursos preparatórios para os vestibulares e, em 1973, começou a oferecer ensino médio em Ribeirão Preto.  
5 anos depois, o COC adicionou à sua grade o ensino fundamental e uma solução que se tornaria sua marca registrada: o Terceirão. Ele consiste no Ensino Médio Integrado, em que o terceiro ano funciona como um ano de revisão focado em vestibulares. Isso fez com que o COC se tornasse referência em aprovação nas maiores Universidades do país. 
Na década de 1990, a empresa ampliou suas instalações físicas na cidade de Ribeirão Preto e desenvolveu sua metodologia de ensino com forte presença de tecnologia e informática, sendo pioneira nessa área.
Em 1991, instalou-se a educação infantil. A companhia introduziu o Projeto Educação 2000 em 1994, por meio do qual foram instalados laboratórios de informática nas instituições de ensino. O computador foi levado até a sala de aula, assim como as lousas eletrônicas e a realidade virtual. Em 2000, a sala de aula dá lugar à Sala 3D.
Um ano depois, o COC lança o Portal COC, com produção de conteúdo exclusiva para que os alunos pudessem acessar de casa. Já em 2004, nasce o embrião do projeto de EaD Roteiro Digital com as Aulas do Futuro. Dois anos depois, são criadas as Aulas Digitais, com a transmissão via satélite e Internet.
Em 2010, foi vendido ao grupo britânico Pearson. Em 2014, é criada a Academia COC, focada em fornecer cursos e formações para os professores das escolas parceiras. Em 2021, a marca é adquirida pelo grupo Arco Educação.

## Referencias
1. ↑  «Arco Educação adquire sistemas COC e Dom Bosco da Pearson por R$ 920 mi». Exame
2. ↑  Londrina, Folha de (2 de julho de 1997). «Escola virtual apaga o quadro-negro | Folha de Londrina». Consultado em 17 de fevereiro de 2023
3. ↑  «Pearson compra parte do SEB por 888 milhões de reais». Veja